# Manuel Bayeu y Subías

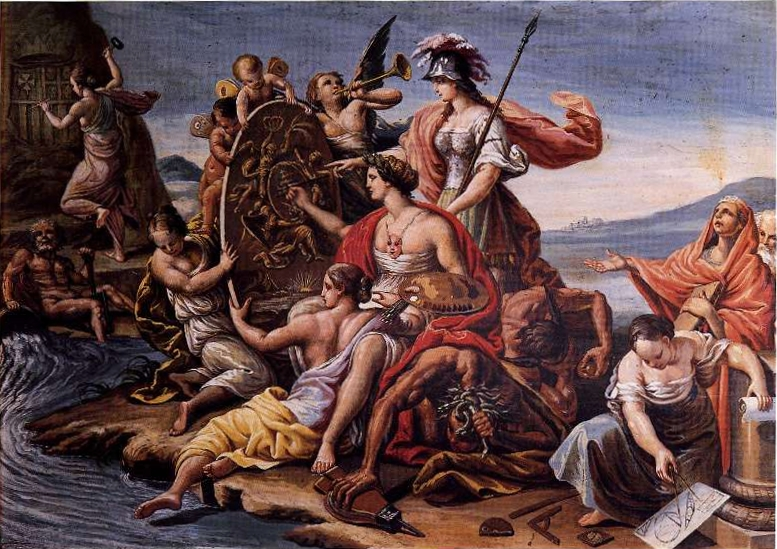
Fra Manuel Bayeu,Al·legoria de les Belles Arts exaltant a la Reial Societat Econòmica Aragonesa d'Amics del País, v.1785

Fra Manuel Bayeu y Subías, (Saragossa, 8 gener 1740 - 1808) va ser un pintor i arquitecte espanyol.

## Biografia
Membre d'una notable família de pintors, entre els quals van destacar els seus germans Francisco i Ramon. La seva vida recollida en els convents fa molt complexa la seva biografia, basada gairebé exclusivament en la correspondència que va mantenir amb Martín Zapater, amic personal de Goya, i els originals es guarden en el Museu del Prado.
Va ser monjo a les cartoixes de Mare de Déu de les Fonts i de Valldemossa, on va passar la major part de la seva vida. Va ingressar a la cartoixa monegrina de les Fonts el 3 de desembre de 1760 i va aconseguir professar com a cartoixà el 29 de juny de 1772, dotze anys després.
Pel que fa als seus treballs, se sospita que va poder col·laborar amb el seu germà Francisco a la Basílica del Pilar, ja que van coincidir en les dues estades de Francisco a la ciutat. El 1779, el seu treball va ser qüestionat per diversos pintors saragossans que el van denunciar per realitzar obra sense pagar al fisc. Manuel Bayeu va informar del seu treball a l'exterior, que s'havia limitat a petites obres com a compensació als qui havien prestat algun servei al monestir. Va sortir airós del conflicte, fins i tot la publicitat que el fet va produir li va permetre ser més conegut per la seva obra, ja que va rebre el suport decidit de la Reial Acadèmia de Belles Arts de San Fernando i, només amb l'autorització del prior, va poder seguir pintant.
La seva obra més coneguda la constitueixen les pintures cartoixanes de les Fonts, al Museu d'Osca, molt personals i informals de dibuix. Va treballar també a la zona d'Els Monegres: decoració de la capella de Sant Pere Arbués (Lalueza), monestir de Sixena (Sixena), santuari de la Mare de Déu de Magallón (Leciñena). També hi ha alguns quadres atribuïts a Manuel a la Catedral d'Osca i a la de Jaca, aquí amb un encàrrec més important, dirigint la construcció d'un nou absis, a més de diverses pintures murals. A Saragossa es troba encara obra dispersa en diferents esglésies, encara que molta d'ella va desaparèixer. A Catalunya, es trobava obra seva a la Cartoixa d'Escaladei.
Al final de la seva vida va ser enviat pels seus superiors a Mallorca, per tal de decorar el mural de l'església de la cartoixa de Valldemossa, refeta de nova planta. A Mallorca va fer amistat amb Gaspar Melchor de Jovellanos, que es trobava allà exiliat al castell de Bellver.